# Période paléo-babylonienne
 (novembre 2023).
Si vous disposez d'ouvrages ou d'articles de référence ou si vous connaissez des sites web de qualité traitant du thème abordé ici, merci de compléter l'article en donnant les références utiles à sa vérifiabilité et en les liant à la section « Notes et références ».
Sauf précision contraire, les dates de cet article sont sous-entendues « avant l'ère commune » (AEC), c'est-à-dire « avant Jésus-Christ ».

Localisation des principales villes de la Mésopotamie paléo-babylonienne.

La période paléo-babylonienne est une période de l'histoire de la Mésopotamie, et par extension du Proche-Orient ancien, qui va de 2004 à 1595 av. J.-C. selon la chronologie moyenne. Elle débute et s'achève par la chute de deux grands empires, respectivement la Troisième dynastie d'Ur et la Première dynastie de Babylone.
La dénomination « paléo-babylonienne » est la plus courante. Elle est reprise à partir du découpage en périodes du dialecte babylonien (de la langue akkadienne). Elle est impropre, dans la mesure où Babylone ne devient une puissance notable qu'au milieu de cette période, et n'a jamais le poids prépondérant qu'elle connaît plus tard dans le Proche-Orient. Mais cette dénomination est toujours utilisée, par convention. On parle parfois de période amorrite, dans la mesure où cette période voit l'établissement de nombreuses dynasties royales amorrites dans tout le Proche-Orient, Babylone étant seulement l'une d'elles. Cette notion d'âge des Amorrites était d'ailleurs présente dans l'historiographie mésopotamienne des périodes suivantes.
Du point de vue archéologique, cette période correspond à l'âge du bronze moyen.
Les dynasties amorrites dominent dès le XIXe siècle av. J.-C. un vaste espace allant du Levant au Sud de la Mésopotamie. Là se forme une véritable koinè qui, malgré des particularismes régionaux, présente une évidente unité autour de divers traits culturels, notamment linguistiques, religieux, fortement marqués par les traditions antérieures (surtout celle de la Mésopotamie des Sumériens et premiers Akkadiens), mais aussi avec quelques particularités dues en partie aux pratiques propres aux Amorrites, qui gardent des traces de la vie nomade, de l'organisation en tribu, même chez ceux qui se sont sédentarisés et ont pris le pouvoir dans les anciennes cités proche-orientales. Au contact de ce monde se situent plusieurs régions ayant leurs propres particularités, peuplées par des populations non sémitiques, comme les Élamites, Hittites, Hourrites, Gutis.

## Le Proche-Orient paléo-babylonien
On peut tenter une division du Proche-Orient paléo-babylonien entre plusieurs régions présentant  une certaine unité : la basse Mésopotamie, très marquée par la tradition sumérienne et akkadienne ; la haute Mésopotamie, entre le Tigre et l'Euphrate, avec en son milieu le « Triangle du Khabur », d'une importance géopolitique cruciale ; la Syrie, entre l'Euphrate et la Méditerranée ; et le plateau iranien, dominé par le royaume élamite, l'Anatolie, où les Hittites émergent, et la Palestine, avec plus loin l'Égypte.

### Basse Mésopotamie

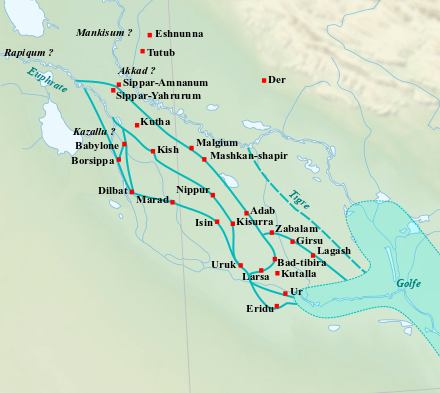
Les principales villes de la Basse Mésopotamie à la période paléo-babylonienne

La basse Mésopotamie est couramment appelée « Pays de Sumer et d'Akkad ». C'est le centre de l'ancien royaume d'Ur III, dont l'effondrement a laissé la place à plusieurs royaumes amorrites se partageant la région.
Les deux premiers royaumes à occuper une place importante sont Isin et Larsa (on parle d'ailleurs de « Période Isin-Larsa » pour le XIXe siècle av. J.-C.). La tradition sumérienne héritée du royaume d'Ur reste encore forte, surtout au début de la période, où le sumérien est encore la langue des inscriptions royales, de la littérature et aussi des documents de la vie quotidienne. La forte lutte entre Isin et Larsa ne doit pas masquer la division politique de cette région, surtout dans le Nord, l'ancien pays d'Akkad, partagé entre plusieurs royaumes, comme Kish, Sippar, Malgium, Rapiqum, et surtout Babylone, qui prend plus de poids et s'empare des royaumes voisins dans le courant de la seconde moitié du XIXe siècle av. J.-C., tandis qu'au sud Larsa finit par prendre l'ascendant sur Isin, et aussi un éphémère royaume d'Uruk, sous le long règne de Rîm-Sîn (1822-1763). Plus au nord, dans la ville de la Diyala, le royaume d'Eshnunna connaît un grand essor à cette même période, mais ses visées sont plutôt vers le Nord de la Mésopotamie.
Le tournant de l'histoire politique de la région est l'avènement de Hammurabi de Babylone (1792-1750). Après un début de règne assez calme, il entame sa première grande campagne militaire en aidant le roi élamite Siwepalarhuhpak à vaincre le roi Ibal-pi-El II d'Eshnunna, avec également l'aide de Zimri-Lim de Mari. cette campagne se termine par un grand succès, mais les alliés se brouillent vite, et le roi élamite entend faire valoir sa domination sur le roi de Babylone, qu'il juge comme son vassal. Hammurabi réussit à monter une coalition, avec surtout l'appui de Zimri-Lim, ce qui lui permet de repousser les Élamites en 1764. Cette victoire est un tournant : dans la foulée, Hammurabi s'empare de Larsa, Eshnunna, du Nord de la Mésopotamie puis de Mari. Son fils Samsu-iluna réussit à conserver ces acquis tant bien que mal, mais le royaume se désagrège vite dans le Nord, tandis que dans le Sud les anciennes villes sumériennes sont désertées après une grande révolte, durement réprimée. Ces difficultés politiques s'effectuent dans un contexte de crise économique, qui voit s'affaiblir le royaume babylonien au cours du XVIIe siècle av. J.-C., jusqu'à la prise de Babylone par un raid hittite en 1595, qui marque la fin de la période.

#### Économie et commerce
Située à l'époque en bordure du golfe persique, la ville d'Ur contrôle le commerce vers la péninsule arabique, Oman et l'Inde via Dilmun (actuel Bahreïn). Les marchands d'Ur ont ainsi le monopole de l'importation du cuivre, indispensable à la métallurgie du bronze. En plus du cuivre ils achètent de l'ivoire, des épices et des pierres semi-précieuses et vendent de la laine, de l'argent et des céréales.
Sur le plan intérieur, il est possible que le royaume de Babylone ait connu des difficultés d'ordre économique. Une hausse des prix est en effet attestée à cette époque : entre 1750 et 1600 le prix d'un talent de laine est ainsi passé de 6 sicles d'argent à 10 sicles, soit 66 % d'augmentation.

### Haute Mésopotamie

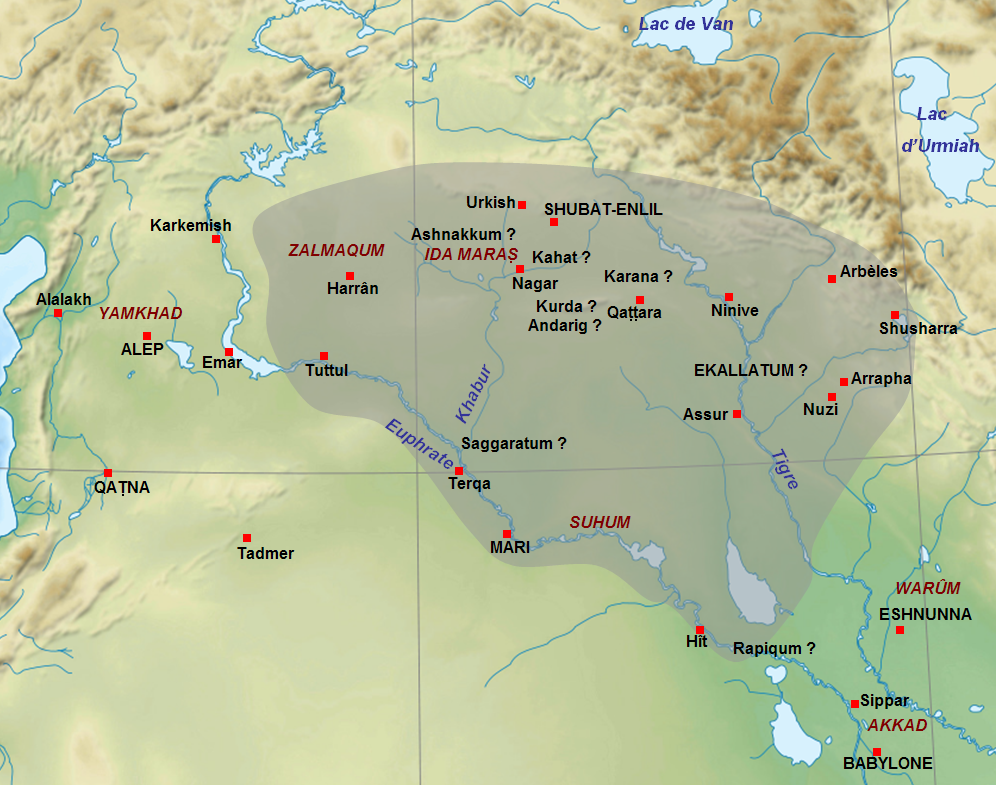
Extension approximative du Royaume de Haute-Mésopotamie à la mort de Samsi-Addu.

L'histoire de la haute Mésopotamie au début de la période est mal connue. C'est une zone où se mêlent différents peuples : populations sémitiques (Amorrites notamment), Hourrites dans le Nord, Turukéens dans les contreforts du Zagros (attestés par les archives de Shusharra, contemporaines de celles de Mari), au contact des Gutis, etc.
Les principaux royaumes de la région sont Mari, à l'extrémité ouest sur l'Euphrate, et Ekallatum, quelque part sur le cours moyen du Tigre. On compte aussi la cité-État d'Assur, qui développe dans le courant du XIXe siècle av. J.-C. un fructueux commerce vers la Cappadoce, connu par les archives retrouvées à Kanish, et une multitude de petits royaumes dans le Triangle du Khabur, comme Karana (connu par les archives de Tell Rimah), Apum (Shekhna/Shubat-Enlil), Urkish, Nagar, Andarig, etc., qui font l'objet de convoitises des grands royaumes.
Autour de la fin du XIXe siècle av. J.-C. et du début du XVIIIe siècle av. J.-C., la région fait l'objet de luttes entre les royaumes d'Eshnunna, d'Ekallatum et de Mari. C'est finalement un roi du deuxième, Samsi-Addu, qui réussit à dominer la région et à constituer un Royaume de Haute-Mésopotamie entre 1793 et 1775, en soumettant Mari, et en s'alliant à Eshnunna. Mais sa mort marque la fin de son entreprise, qui ouvre la voie à l'ascension de Mari sous le règne de Zimri-Lim, allié des rois d'Alep, qui rejoint l'Élam et Babylone pour éliminer leur rival commun Eshnunna, avant de s'allier au second dans la guerre qui l'oppose au premier. Cette manœuvre politique coûte finalement cher à Zimri-Lim, puisque c'est le roi de Babylone, Hammurabi, qui cause sa perte en prenant sa capitale en 1763.
La haute Mésopotamie est ensuite partagée entre les sphères d'influence de Babylone dans l'Est et Alep dans l'Ouest, tandis que les roitelets du Khabur continuent à se faire la guerre comme nous l'apprennent les archives de Shekhna (Tell Leilan) datant de la seconde moitié du XVIIIe siècle av. J.-C. L'histoire de la région au cours du XVIIe siècle av. J.-C. est mal connue. Les influences de Babylone et Alep s'effacent à la fin du siècle, sous les coups des Hittites, tandis que les Hourrites se sont vraisemblablement constitué un royaume puissant, préfigurant le futur Mitanni, qui domine la haute Mésopotamie et la Syrie au XVIe siècle av. J.-C.

#### Économie et commerce
Les marchands de la ville d'Assur importent des métaux précieux, principalement de l'argent, depuis la ville de Kanesh en Anatolie en échange de tissus, fabriqués en Mésopotamie, et d'étain originaire d'Iran. De nombreuses tablettes ont été retrouvées à Kanesh documentant ce réseau commercial, qui est ainsi l'un des mieux connus de cette époque; des activités de contrebande sont également attestées à cette époque par la correspondance privée des caravaniers.

### Syrie
La Syrie est partagée entre deux grands royaumes : Alep (le Yamkhad), qui domine le Nord de la région entre la Méditerranée et l'Euphrate, jusqu'à l'aire d'influence de Mari (autour de Tuttul), avec dans son giron les villes d'Emar, Ugarit, Alalakh ; dans le Sud le royaume de Qatna, moins bien connu. On peut mentionner le royaume de Karkemish plus au nord, au contact du monde anatolien, qui conserve une certaine indépendance, et son voisin Urshu, ainsi que Ebla, entre Alep et Qatna, et Tadmor (Palmyre), plus au sud dans le désert.
Pour le début du XVIIIe siècle av. J.-C., qui nous est connu par les archives de Mari, la lutte entre Alep et Qatna est âpre, mais finit par connaître une accalmie. D'après les archives plus tardives d'Alalakh, cité vassale d'Alep, il semble que ce dernier ait fini par s'emparer de Qatna. De toute évidence, ce royaume était l'un des plus puissants (voire le plus puissant) du Proche-Orient à cette période. Il chute à la fin du XVIIe siècle av. J.-C. après les attaques successives des rois hittites Hattushili Ier et Mursili Ier. Plus tard, il tombe sous la coupe des rois du Mittani, comme nous l'apprend la stèle d'Idrimi, roi d'Alalakh, fils d'un roi d'Alep chassé de sa ville par les troupes du Mittani au début du XVIe siècle av. J.-C.

### L'Élam et le plateau iranien
Le royaume élamite est le responsable direct de la chute du royaume d'Ur III, puisque c'est son armée qui mène la coalition s'emparant de la capitale de ce dernier en 2004. Par la suite, les relations avec les rois d'Isin se normalisent, mais elles sont plus difficiles avec Larsa, dont le roi Gungunnum se vante d'une victoire en Élam. Deux dynasties se succèdent sur le trône élamite à cette période. La première est celle de Simashki, une ville peut-être située dans le Kerman. La seconde, qui prend le relais dans le courant du XIXe siècle av. J.-C., est celle dite des sukkalmah, par le titre que portent ses rois. Au début du XVIIIe siècle av. J.-C., ses souverains Shiruktukh et Siwepalarhuhpak exercent une suzeraineté nominale sur les rois amorrites, ce qui montre bien la puissance de leur royaume. Mais quand le second essaie de la rendre effective entre 1765 et 1764, il est finalement repoussé par une coalition de rois amorrites menée par Mari et Babylone, qui s'étaient auparavant rallié à lui pour prendre Eshnunna. Cette défaite ne marque pourtant pas un déclin du royaume élamite, comme en témoigne un raid effectué par le roi Kutir-Nahhunte Ier quelques années plus tard en basse Mésopotamie.
Les autres royaumes du plateau iranien de cette période nous sont inconnus. Le Marhashi des époques précédentes n'est plus mentionné. Dans le Zagros, à proximité de la Mésopotamie, des souverains gutis gardent une certaine importance. Les Kassites, qui règnent plus tard sur Babylone, sont supposés venir de cette même région, mais leurs premières attestations sont en haute Mésopotamie.

### Anatolie

Les localités mentionnées dans les archives de Kültepe à l'époque des comptoirs assyriens. La localisation de plusieurs sites reste incertaine.

L'Anatolie est surtout connue pour cette période par les archives du comptoir des marchands d'Assur à Kanish (Kültepe) en Cappadoce. Elles nous montrent plusieurs royaumes, certains dominés par des populations indo-européennes, surtout les Hittites (qui se nomment eux-mêmes Nésites), mais aussi les Palaïtes et les Louvites, qui sont plutôt situé dans le Sud, autour de Kanish, Purushkhanda, Warshama, Kussar ; dans le Nord se trouvent d'autres populations, comme les Hattis, autour de Hattusha, et plus au nord le royaume de Zalpa, dont la population est inconnue.
Un premier grand royaume est constitué dans la région par les rois Pithana et Anitta de Kussar vers le début du XVIIIe siècle av. J.-C. Mais cette construction politique ne survit pas à ses initiateurs, et l'Anatolie retombe dans l'obscurité pour le reste de ce siècle.
C'est dans le courant de la première moitié du XVIIe siècle av. J.-C. qu'émerge le royaume hittite, centré sur Hattusha, dans des conditions obscures (on ne sait pas qui est exactement son fondateur, Labarna, ni ses liens avec les rois de Kussar). Ses rois Hattushili Ier et Mursili Ier en font une grande puissance : ils dominent l'Anatolie orientale, lancent des raids vers les régions occidentales, et aussi vers la Syrie et la Mésopotamie, où le second détruit les deux plus puissants royaume amorrites, Alep et Babylone. Mais son règne s'achève par son assassinat, qui ouvre une période de crise successorale marquant le retrait du royaume de la scène politique pour quelques années.

### Sud du Levant
Le royaume le plus méridional connu par les sources de Mari est celui de Hazor, qui doit être frontalier de Qatna, mais dont on sait peu de choses. La ville marchande de Byblos est peu attestée dans les sources proche-orientales. Elle l'est en revanche par l'archéologie, et par les textes de l'Égypte, avec qui elle est en relation depuis longtemps.
Celle-ci est absente de la scène politique du Proche-Orient de cette période (contrairement aux suivantes), malgré la puissance de sa XIIe Dynastie, dont on pense désormais qu'elle n'a jamais établi de domination sur les terres asiatiques. Mais elle était en contact avec la Palestine, comme l'attestent les textes d'exécration mentionnant des royaumes de cette région, ainsi que le Conte de Sinouhé. C'est sans doute du Proche-Orient que viennent les Hyksos, qui s'emparent du Nord de l'Égypte dans la première moitié du XVIIe siècle av. J.-C.

### Sources primaires
- Edmond Sollberger et Jean-Robert Kupper, Inscriptions royales sumériennes et akkadiennes, Paris, Éditions du Cerf, coll. « Littératures anciennes du Proche-Orient », 1971
- (en) Douglas Frayne, The Royal inscriptions of Mesopotamia. Early periods : Old Babylonian Period (2003-1595 BC), vol. 4, Toronto, University of Toronto Press, 1990.
- Jean-Marie Durand, Documents épistolaires du palais de Mari, 3 tomes, Cerf, coll. « Littératures anciennes du Proche-Orient », 1997-2000
- Cécile Michel, Correspondance des marchands de Kaniš au début du IIe millénaire avant J.-C., Paris, Le Cerf, coll. « Littératures anciennes du Proche-Orient », 2001
- (en) Jack M. Sasson, From the Mari Archives : An Anthology of Old Babylonian Letters, Winona Lake, Eisenbrauns, 2015
- Dominique Charpin (dir.), « ARCHIBAB : Archives babyloniennes (XXe-XVIIe siècles av. J.C.) », depuis 2008

### Proche-Orient ancien et Mésopotamie
- (en) John Nicholas Postgate, Early Mesopotamia : Society and Economy at the Dawn of History, Londres et New York, Routledge, 1992
- Francis Joannès, Les premières civilisations du Proche-Orient, Paris, Belin, 2006
- (en) Mario Liverani, The Ancient Near East : History, society and economy, Londres et New York, Routledge, 2014
- Bertrand Lafont, Aline Tenu, Philippe Clancier et Francis Joannès, Mésopotamie : De Gilgamesh à Artaban (3300-120 av. J.-C.), Paris, Belin, coll. « Mondes anciens », 2017
- (en) Paul-Alain Beaulieu, A History of Babylon, 2200 BC - AD 75, Hoboken et Oxford, Wiley-Blackwell, 2018, 312 p. (ISBN 978-1-4051-8899-9)

### Art et archéologie
- Jean-Louis Huot, Une archéologie des peuples du Proche-Orient : tome II, Des hommes des Palais aux sujets des premiers empires (IIe-Ier millénaire av. J-C), Paris, Errances, 2004
- (en) Joan Aruz, Kim Benzel et Jean M. Evans (dir.), Beyond Babylon : Art, Trade, and Diplomacy in the Second Millennium B.C., New York, The Metropolitan Museum of New York, 2008
- (en) Zainab Bahrani, Mesopotamia : Ancient Art and Architecture, Londres, Thames & Hudson, 2017

### Période paléo-babyloninenne
- (en) Raymond Westbrook, « Old Babylonian Period », dans Raymond Westbrook (dir.), A History of Ancient Near Eastern Law vol. 1, Leyde, Brill, coll. « Handbuch der Orientalistik », 2003, p. 361-430
- Dominique Charpin, Hammu-rabi de Babylone, Paris, Presses Universitaires de France, 2003.
- (fr + de) Dominique Charpin, Dietz Otto Edzard et Marten Stol, Mesopotamien : Die altbabylonische Zeit, Fribourg et Göttingen, Fribourg Academic Press et Vandenhoeck & Ruprecht, coll. « Orbis Biblicus et Orientalis 160/4 », 2004
- (en) Aaron A. Burke, The Amorites and the Bronze Age Near East : The Making of a Regional Identity, New York, Cambridge University Press, 2021
- (en) Karen Radner, Nadine Moeller et D. T. Potts (dir.), The Oxford History of the Ancient Near East : Volume II: From the End of the Third Millennium bc to the Fall of Babylon, Oxford, Oxford University Press, 2022
- (en) Nathan Wasserman et Yigal Bloch, The Amorites : A Political History of Mesopotamia in the Early Second Millennium  BCE, Leyde et Boston, Brill, 2023